# Сабејско краљевство
Саба (арап. سبأ, Саба, хебр. שבא, Шебā, грчки: Σαβα) је античко краљевство које је постојало између 1000-e п. н. е. - 400. године наше ере. Ово краљевство спомиње се у Библији (Стари завјет) и Курану.
Стварна локација историјског краљевства је и дан данас спорна, бројни новији докази иду у прилог тези да је то био Јемен на Јужној Арабији
 али неки научници сматрају да је то било у Еритреји или Етиопији.

## Историја Краљевства Саба
Сабејци антички семитски народ из Јужне Арабије, негде око 1000-е п. н. е. основао је своју робовласничку државу Краљевство Саба са главним градом Марибом. Сабејско краљевство налазило се у крају који се данас зове Асир у југозападном Јемену.
Постоји могућност да је главни град Краљевства Саба у самом старту био Сирвах, али је то врло брзо постао Мариб.
Богатство ове државе заснивало се на земљорадњи, и високој техници наводњавања (Брана Мариб), као и на трговини; зачинима, златом и слоновачом. Сабејци су били посредници између Сирије, Месопотамије, Египта, Етиопије, Индије а касније и грчко-римског света.
Први писани траг о Краљевству Саба пронађен је у једном извјештају из Хадите (Ирак), у њему гувернер градова Сукур и Мари пише да је у средином 8. века п. н. е. код Хиндана (близу Абу Кемала) један караван из Сабе и Теме нападнута.
Зна се да је сабејски владар Јитамар Ватар И, који је владао око 715. п. н. е., успео да преотме неке земље Краљевству Катабан - подручја јужно од Сабе, а оснажио је и утицај свог краљевства на северу, на Ел Џауф након победе код Каминаха. Али убрзо након тога Краљевство Саба губи Катабан од Краљевства Аусан (које се простирало на истој територији. Након тога краљ Карибил Ватар I је око 685. п. н. е. је успео да уз покретање неколико похода, покори сусједни Аусан, чију је територија уз вазални Катабан и Наџран била важана за контролу трговине тамјаном. Осим трговине тамјаном, Сабејско краљевство контолисало је и живу поморску трговину са обалама источне Африке. У то време Краљевство Саба је успело да оснује своје трговачке колоније по етиопској провинцији Тиграј и у Еритреји. Из њих се највјеројатније родила мешовита култура која је била темељем сабејско-етиопског Краљевство Дамот (Д'мт), које је касније, од 1. века, постало Краљевство Аксум.
Ради побољшања услова живота становника Сабе, у 6. веку п. н. е. или 4. веку п. н. е., изграђена је чувена Брана Мариб. Уз помоћ те бране могли су се наводњавати бројни пустињски терени на рубу пустиње Руб ел Хали, то је значајно допринијело порасту становништва Сабе. Негде у другој половини 6. века п. н. е. (по Херману фон Висману) или у 4. веку п. н. е. (по Кенету А. Кичену) sабејски краљ Јити'амар Бајин II, успио је да заврши bрану Мариб, али је изгубио Минејско краљевство и највероватније Наџран.

### Постепени губитак доминације
У 4. веку п. н. е., дотад вазална сабејска краљевства; Минејско краљевство, Катабан и Хадрамаут успјела су да ослободе, на тај начин је Сабејско краљевство привремено изгубило контролу над Путем тамјана.
За римског цара Августа организована је експедиција која је требало да допре до Сабејског краљевства, њу је повео 25. п. н. е., Аелије Галус римски префект Египта, који је успео да допре до главног Сабејског града Мариба али је морао да се повуче због недостатка воде и болести.
Врхунац своје моћи Сабејско краљевство досегло је 225. године када је краљу Шаирум Автару успело да поновно заузме Хадрамаут и на тај начин поновно загосподари Путем тамјана.

### Пад под Химјар и крај моћи Сабејског краљевства
Са променом трговачких путева која се одиграла почетком 1. века, обална подручја Јемена добила су на важности. Нарочито је порасла важност рога Арабијског полуострва и Химјарског краљевства које га је контролисало.
Историчар Кенетх А. Китче сматра да су Химјарско и Сабејско краљевство били у некој врсти уније од 1. до 140. године, али да се истовремено дешавао и распад Сабејског краљевства на неколико племенских кланова и династија.
Од 2. века, Химјарско краљевство практично је контролисало све трговачке пловне путеве, али је још и тад стари главни град Мариб остао верско средиште Сабе.
У сабејско-химјарској бици код Хурмата 248/249, изгледа да ни једна страна није остварила чисту побједу, али је потом око 260. године Химјарско краљевство коначно покорило Сабејско краљевство. Химјарити су себе сматрали наследницима Сабејаца, али пропаст планинског залеђа нису могли да зауставе. Сав систем за наводњавање се распао, што је довело до расељавања становништва Сабе. Након што се неколико пута урушила звог великих количина воде, а потом није поправљана Брана Мариб, је коначно напуштена и препуштена пропадању 572. године.
Након што се у Јемену на власт дошао краљ Ду Нувас 517. године који је прихватио јудаизам и имао намеру да постане службена вера, Византија је желео то да спријечи па је пружило подршку етиопској Краљевини Аксум да провали у земље Јужне Арабије, аксумски краљ Калеб заузео је цео Јемен 525. године. Тако да је Јемен једно краће време био вазална држава Краљевине Аксум. Након тога Јемен пада под власт Сасанида, а око 660. године под власт Арапа.

## Краљевство Саба у Библији
Најважнија прича у Библији, је она о краљици од Сабе, која је привучена гласинама које су допријеле до њног краљевства одлучила да посети краља Саломона у Израелу.
Име Саба се наводи у Старом завету на више места. На пример у причи о Нојевим синовима (Књига Постања 10:7), Саба је наведена, заједно с Деданом, као потомаком Нојевог сина Хама. У Књизи Постања (25:3), Саба и Дедан су наведени као синови Јокшана, сина Аврамова. Један други Сабејац је наведен у Књизи Постања (10:28) као син Јоктанов, он је још један потомак Нојевог сина Шема. Један други Сабејац се спомиње у Другој књизи о Самуилу (20:1-22) он се побунио против краља Давида, па су му становници Абела одрубили главу и бацили је преко градских зидина како би спасли своје животе.
Према предањима Етиопске оријентално-православне цркве, последњи од трију Сабејаца (Јоктанов син) је изворни предак семитске компоненте у њиховој етногенези док за Сабта и Сабтека, синове Куша, сматрају да су преци Кушита.
Јеврејско-римски историчар Јосиф Флавије описује место које он зове Саба, као краљевски град у Етиопији опасан зидом, након њега персијски краљ Камбиз II то место зове Мерое. Он каже: "град кружно опасује Нил, а друге две реке, Астапус и Астаборас нуде и заштиту од страних војски и речних поплава".
Према Јосифу Флавију освајање Сабе донијело је велику славу младом египатском принцу, каји је био робовско дете - Мојсије

## Археолошки налази
Савремени археолошки налази све више потврђују тезу да се Краљевство Саба простирало у планинама Јемена поред Бране Мариб, која је изграђена прије више од 2500. година.
Неки научници митско краљевство Саба смештају на југ данашње Саудијске Арабије, и указују на могућу везу између народа Сабејаца који су ионако били из Јужне Арабије и Краљевства Саба.
По средњовјековној етиопској књизи Кебра Нагаст, Краљевство Саба било је смештено у Етиопији. Због тога неки научници смештају Сабу у подручје северног Тиграја и Еритреју (то подручје се некада звало Саба (касније је названо Мероа), што је могуће повезати са библијским Сабом. Други научници међутим мисле да је древна Саба била античка Шева (звана и Шоа, подручје где се налази данашња Адис Абеба) у Етиопији.